# Vraty
Vraty (též Rattenstein nebo Pustý Zámek) je opevněná lokalita považovaná za zaniklý hrad asi 2 km jihozápadně od obce Těchlovice v okrese Děčín. Místo se nachází na ostrožně, která vybíhá na severní straně z Bukové hory v nadmořské výšce 500 m n. m. Podle závěru archeologického průzkumu lokalita nebyla hradem, ale refugiem.

## Historie
Nejsou známé žádné písemné prameny, které by se k lokalitě vztahovaly. August Sedláček místo spojil s neznámým hradem Vraty, který je v roce 1404 zmiňován jako dědictví Kačny z Rychenburka. Většina archeologických nálezů však vznik hradu datuje do druhé poloviny 13. století a zánik již do první třetiny 14. století, což je v rozporu se Sedláčkovým tvrzením.

## Stavební podoba
Vstup na ostrožnu pravděpodobně chránil šíjový příkop, který zanikl při stavbě současné cesty. Jižní část lokality je poškozena novověkými zásahy a neumožňuje bližší rekonstrukci podoby. Předpokládá se v ní stavba v jižní části plochy. Severní část tvoří výrazný skalní suk beze stop zástavby. Skalnatý hřeben nad cestou pravděpodobně nebyl součástí opevněného areálu.